# Echinocereus chisosensis
Echinocereus chisosensis är en kaktusväxtart som beskrevs av W.T. Marshall. Echinocereus chisosensis ingår i släktet Echinocereus och familjen kaktusväxter.

## Underarter
Arten delas in i följande underarter:
- E. c. chisosensis
- E. c. fobeanus